# 저 높은 곳을 향하여
"저 높은 곳을 향하여"는 1977년 공개된 대한민국의 영화이다.

## 배역
- 신영균
- 고은아
- 이순재
- 김성원
- 이정길
- 강효실
- 구봉서
- 곽규석
- 남진
- 박용식
- 한상혁
- 이영일
- 전숙
- 문미봉
- 정희섭
- 김진영
- 박용범
- 지방열
- 김용학
- 김수천
- 임생출
- 김기종
- 윤일주
- 김기범
- 조덕성
- 김웅
- 최준
- 최재호
- 신동욱
- 윤복희
- 문숙